# 커맨드 앤 컨커 (취소된 비디오 게임)
커맨드 앤 컨커: 제너럴2 일렉트로닉 아츠가 개발한 전략게임이다. 2003년 발매 이후 10년 만에 후속작이다.
커맨드 앤 컨커 시리즈에서 취소된 실시간 전략 비디오 게임이다. 현재 폐쇄된 비디오 게임 스튜디오인 빅토리 게임스에서 마이크로소프트 윈도우용으로 개발 중이었다. 이 게임은 프로스바이트 3 엔진을 사용하도록 설정되었으며 다운로드 가능 콘텐츠(DLC)를 시리즈에 도입할 예정이었다. 빅토리 게임스가 개발한 시리즈의 첫 번째 게임으로 웨스트우드 스튜디오(Westwood Studios)와 EA 로스엔젤레스(EA Los Angeles)에 이어 시리즈의 세 번째 개발사가 되었다. 커맨드 앤 컨커는 일렉트로닉 아츠의 오리진 배포 서비스에서만 독점 제공 예정이었다.
이 게임은 원래 2003년 커맨드 앤 컨커: 제너럴의 후속작인 커맨드 앤 컨커: 제너럴 2로 발표되었다. 그런 다음 2012년 8월에 커맨드 앤 컨커 세계관을 배경으로 한 무료 플레이 게임 시리즈의 첫 번째 게임으로 용도가 변경되었다. 스커미시 멀티플레이어 플랫폼은 2013년 크리스마스 즈음에 무료로 출시될 예정이었고 '플레이당 지불' 캠페인 임무는 2014년 1분기까지 출시되었다. 2013년 10월 29일 EA는 커맨드 앤 컨커 개발을 중단하고 경제성을 이유로 빅토리 게임스를 종료했다. 취소 발표 직후, 익명의 빅토리 게임스 직원이 공식 포럼의 알파 빌드에 액세스할 수 있는 플레이어 전용 영역에 게시했으며 게임 취소 이유는 부정적인 반응이 아니라 "기업의 헛소리"라고 밝혔다. 스태프 역시 공식 취소 공지가 일렉트로닉 아츠 상급 스태프가 미리 작성한 것이라고 주장했다.